# 泥面子
泥面子（どろめんこ）とは、土を素材に作られためんこ。

## 概要
直径3cm、厚さ3,4mmほどの面型に粘土を詰め、素焼きにして製造する。
江戸時代、享保年間に登場、発祥地は大阪であり、そこから各地に普及し、幕末に流行、各地でその郷土色を反映した泥面子が作られた。江戸では浅草周辺で製造された。
形状や表面の模様にも様々なデザインが凝らされた。文字や紋章などが型抜きされ、種類は2000種以上にも及ぶ。
明治時代に入ると、面子の素材は鉛、やがて木や紙へと変遷してゆき、それらが普及するようになると、泥面子は俄然姿を消すようになった。今では青森県弘前市などで僅かに製造されるのみとなっている。

## 遊び方
地面に線を引いて区画を作り、所定の位置から予め宣言した場所に面子を投げる。次の参加者は前の参加者が投げた面子がある場所を目掛けて面子を投げ、もし前の面子に重なれば面子を獲得でき、線の上に落ちるなどして外れると逆に面子を奪われる。
この遊び方は地面の穴に銭を投げ合う「穴一」と呼ばれるギャンブルに由来していると言われる。